# Nick Gage
Nicholas W. (Nick) Wilson (Salt Lake City, 1980) is een Amerikaans professioneel worstelaar die gespecialiseerd is in hardcore worstelen. Hij is vooral bekend van zijn tijd bij Combat Zone Wrestling als Nick Gage, van 1999 tot 2010.
Gage is de eerste worstelaar die het CZW World Heavyweight Championship heeft veroverd. Met ingang van 2011, worstelde Gage in bijna elke CZW-show en worstelde een resem CZW-wedstrijden dan wie dan ook.
Tijdens zijn periode in de CZW, won Cage naast het World Heavyweight Championship ook Iron Man Championship (2x), World Tag Team Championship (4x), Ultraviolent Underground Championship (2x), Death Match Championship (1x) en Interpromotional Hardcore Championship (1x).
Wilson heeft een broer, Chris Wilson, die ook een professioneel worstelaar als "Justice Pain". In april 2011 werd Nick veroordeeld tot vijf jaar gevangenisstraf wegens een bankoverval, die hij heeft bekend.

## Carrière

### Combat Zone Wrestling (1990-2010)
Gage is bekend geworden omdat hij de allereerste worstelaar die het CZW World Heavywight Championship heeft gewonnen en hij was lid van het tag team, de "H8 Club". Voordat Gage samen met Nate Hatred de H8 Club oprichtte, Gage won samen met Zandig het CZW World Tag Team Championship. Gage had ook veel succes met het CZW Ironman-titel en in sommige wedstrijden gingen er behoorlijk bloederig aan toe. Hij had verscheiden brutale wedstrijden zoals tegen The Wifebeater, Nick Mondo en Mad Man Pondo. Een van zijn meest opmerkelijke gevechten in die periode, was de "200 Light Tubes Death Match" tegen The Wifebeater.
Later vormde Gage een tag team met Hatred en worstelden tegen verscheidene tag teams zoals Briscoe Brothers, VD en The Backseat Boyz. In 2003 gingen Gage en Hatred uit elkaar omdat Hatred zich aansloot bij de Messiahs (William Welch) stable, de Hi-V. Gage begon een feud met Hatred en dat leidde tot een serie van wedstrijden zoals een Tables match, een Dog Collar match en een 200 Light Tubes Death match.

## Bankoverval
Op 30 december 2010, hebben de autoriteiten van New Jersey bekendgemaakt dat Wilson meedeed aan een bankoverval op de PNC Bank in Collingswood. Tijdens de overval overhandigde Wilson een notitie aan een vrouwelijke werknemer bij de bank en kreeg een bedrag van 3000 dollar. Naar aanleiding van deze overval gingen Wilson en zijn vriendin naar Atlantic City om te gokken. Op 31 december 2010, werd Wilson overgegeven aan de autoriteiten. Op 15 maart 2011, heeft Wilson de overval bekend en hij werd schuldig bevonden aan een bankoverval. Op 29 april 2011, werd hij veroordeeld tot 5 jaar gevangenisstraf. Zijn schuldbekentenis maakte deel uit van een overeenkomst die ze hadden gemaakt voor een lagere celstraf. Hij zal in aanmerking komen voor een vervroegde vrijlating in 2015, nadat hij 85% van zijn 5 jaar heeft uitgezeten. Wilson werd ook veroordeeld tot een vergoeding te betalen aan de vrouwelijke werknemer van de bank aan wij hij het geld gevraagd had.

## Persoonlijk leven
Als kind groeide Wilson op in het National Park, Gloucester County in New Jersey. Wilson en zijn broer Chris hebben samen getraind als professionele worstelaars.
In een interview, in het begin van 2010, heeft Wilson bekend dat hij verslaafd was aan Oxycontin en andere pijnbestrijders voor ongeveer 10 jaar. In de tijd van de bankoverval was Wilson dakloos, omdat hij uit huis was gezet waar hij samen met zijn vriendin en moeder leefde. In 2005 was Wilson ook gearresteerd voor bezit van gestolen goederen. Hij heeft die bekend en moest een boete betalen van 250 dollar.

## In het worstelen
- Finishers
  - Chokebreaker (Chokeslam backbreaker)
  - Hardcore Drop (Scoop brainbuster)

- Signature moves
  - Diving headbutt
  - Facewash
  - Frog spalsh
  - Piledriver, soms tijdens een (double underhook)
  - Powerbomb
  - Running elbow drop
  - Senton bomb
  - Standing/Running arched big boot
  - Fallaway Slam

- Bijnamen
  - "The Future of Hardcore"
  - "The Man"
  - "Nick Fuckin' Gage"
  - "The King of Ultra-violent Wrestling"

- Opkomstnummers
  - "For Whom the Bell Tolls" van Metallica

## Prestaties
- Big Japan Pro Wrestling
  - BJW Tag Team Championship (1 keer: met Zandig)

- Combat zone Wrestling
  - CZW World Heavyweight Championship (4 keer)
  - CZW Iron Man Championship (2 keer)
  - CZW World Tag Team Championship (4 keer: met Zandig (1x), Nate Hatred (2x) en Justice Pain (1x))
  - CZW Ultraviolent Underground Championship (2 keer)
  - CZW Death Match Championship (1 keer)
  - CZW Tournament of Death V (winnaar)
  - CZW Interpromotional Hardcore Championship (1 keer)
  - CZW Hall of Fame (2009)

- Independent Wrestling Association Mid-South
  - IWA Mid-South Strong Style Championship (1 keer)

- Jersey All Pro Wrestling
  - JAPW Tag Team Championship (1 keer) samen met Necro Butcher